# Казенов де Прадин, Эдуар Пьер Мишель де
Эдуар Пьер Мишель де Казенов де Прадин (фр. Édouard-Pierre-Michel de Cazenove de Pradines; 31 декабря 1838, Марманд — 13 августа 1896, Ле-Пулиган) — французский политический деятель. 
Во время франко-прусской войны служил волонтёром в отряде генерала Шаретта. 
Избранный в Национальное собрание, Прадин примкнул к легитимистам и клерикалам, поддерживал графа де Шамбор, помог низвергнуть Тьера и за септеннат Мак-Магона подал голос лишь потому, что считал это лучшим средством для победы легитимизма. 
После смерти графа де Шамбор он примкнул к партии графа Парижского. В разгар буланжизма Прадин отделился от своих политических единомышленников, поддерживавших генерала Буланже.